# Kriluwci
Kriluwci (bułg. Крилювци) – wieś w Bułgarii, w obwodzie Wielkie Tyrnowo, w gminie Elena. W 2024 roku liczyła 3 mieszkańców.